# Kate Mulgrew
Kate Mulgrew (ur. 29 kwietnia 1955 w Dubuque, Iowa, USA) – amerykańska aktorka. Odtwórczyni roli kapitan Kathryn Janeway w serialu Star Trek: Voyager. Wystąpiła również w pełnometrażowym filmie serii Star Trek – Star Trek: Nemesis.
W sumie zagrała w 23 sztukach, 9 filmach, 31 audycjach telewizyjnych, współtworzyła również książki w formatach dźwiękowych (sześć pozycji) oraz podkładała ścieżkę dźwiękową do programu produkcji Discovery Channel „Skały”.

## Życiorys

### Wczesne lata
Kate Mulgrew urodziła się 29 kwietnia 1955 roku w Dubuque w stanie Iowa jako córka kontrahenta Thomasa Jamesa Mulgrew Juniora oraz artystki i malarki Joan Virginii Mulgrew (z domu Kiernan). Pochodzi z rodziny o korzeniach irlandzkich i jest drugą z ośmiorga dzieci. Uczęszczała do Wahlert High School w Dubuque. Urodziła się posiadając zęby noworodkowe.
W wieku 17 lat została przyjęta na Stella Adler Conservatory of Acting w Nowym Jorku połączonego z New York University, opuściła dom rodzinny i przeniosła się do miasta. Naukę na uniwersytecie przerwała jednak po pierwszym roku.

### Kariera
Aktorka zadebiutowała w operze mydlanej stacji ABC pt. Ryan’s Hope w 1975 roku. Również tego roku wcielała się w rolę Emily Webb w sztuce Our Town na deskach American Shakespeare Theatre w Stratford w stanie Connecticut. W listopadzie 1978 roku wystąpiła w „Triangle”, jednym z odcinków serialu Dallas, w roli ambitnej piosenkarki country Garnet McGee. Następnie, w latach 1979-1980, występowała w roli Kate Columbo w serialu Mrs. Columbo, będącym spin-offem serialu detektywistycznego Columbo. Rola została napisana specjalnie dla Kate Mulgrew, a sam serial został anulowany po 13 odcinkach z powodu niskiej oglądalności.
W 1981 roku wystąpiła u boku Richarda Burtona i Nicolasa Claya w filmie Lovespell w reżyserii Toma Donovana, w którym wcieliła się w rolę irlandzkiej księżniczki Izoldy, która rzuca zaklęcie na króla Kornwalii Marka i jego siostrzeńca Tristana.
W tym samym roku pojawiła się wraz z Pierce’em Brosnanem w sześciogodzinnym miniserialu pt. Manions of America, którego fabuła dotyczyła życia irlandzkich imigrantów w Stanach Zjednoczonych w XIX wieku. W 1985 zagrała rolę major Rayner Fleming w filmie Remo: Nieuzbrojony i niebezpieczny, a rok później wystąpiła w serialach telewizyjnych Zdrówko! oraz St. Elsewhere w krótkich rolach epizodycznych.
W latach 80 występowała także na deskach teatrów, grając sztuki m.in. w Seattle i Los Angeles.
W 1987 roku wystąpiła w filmie Wyrzuć mamę z pociągu, w którym zagrała rolę Margaret Donner – byłej żony postaci, w którą wcielił się Billy Crystal.
W 1992 roku pojawiła się w serialu Murphy Brown w roli Hillary Wheaton, sprowadzonej z Toronto prezenterki mającej zastąpić tytułową bohaterkę na czas jej urlopu macierzyńskiego, a także w serialu kryminalnym Napisała: Morderstwo jako gwiazda opery mydlanej, która zabiła swojego kochanka. W latach 1992–1995 udzieliła z kolei głosu postaci Czerwonego Pazura w trzech odcinkach serialu animowanego Batman.
W 1994 roku otrzymała telefon w sprawie roli kapitan Kathryn Janeway (pierwotnie Elizabeth Janeway) w serialu Star Trek: Voyager. W sierpniu złożyła zrobione w Nowym Jorku nagranie wideo, jednak niezadowolona z niego osobiście wzięła udział w przesłuchaniu kilka tygodni później. Tego samego dnia do roli Janeway wybrana została aktorka Geneviève Bujold (proponując nowe imię postaci, Nicole), lecz po dwóch dniach kręcenia zrezygnowała twierdząc, że ilość pracy przy produkcji serialu telewizyjnego jest dla niej zbyt wymagająca. W zamian zaproponowano rolę Mulgrew, która ją zaakceptowała, jednocześnie nadając postaci Janeway imię Kathryn.
Janeway była pierwszą kobietą-kapitan w serialu z uniwersum Star Trek, a Kate Mulgrew otrzymała za jej rolę nagrodę Saturn dla „najlepszej aktorki telewizyjnej” w 1998 roku. Nagrody zostały wręczone 10 czerwca.
Aktorka użyczyła głosu postaci kapitan Janeway w grach komputerowych, takich jak: Star Trek: Voyager – Elite Force, Star Trek: Legacy i Star Trek Online.
W czasie realizacji serialu Star Trek: Voyager wcieliła się w postać Tytanii w serialu animowanym Gargulce (wraz z innymi znanymi z franczyzy Star Trek aktorami, Mariną Sirtis i Jonathanem Frakesem). W 1995 roku wystąpiła w roli pani Pescoe w filmie Chłopcy bombowcy, a trzy lata później w filmie telewizyjnym Riddler's Moon jako Victoria Riddler.
Od zakończenia produkcji serialu Kate Mulgrew bierze udział w wydarzeniach i spotkaniach fanów Star Treka na całym świecie. Do roli kapitan Janeway powróciła w serialu Star Trek: Prodigy.
Po 2000 roku aktorka udzielała głosu postaciom w licznych grach, takich jak Dragon Age czy Run Like Hell. Powróciła także na deski teatru – zagrała w opartej na wspomnieniach Katharine Hepburn sztuce Tea at Five, która odniosła ogromny sukces. Kate Mulgrew otrzymała za tę rolę nagrodę od Carbonell oraz od Broadway.com.
W 2006 roku zagrała w pierwszym od czasu Star Trek: Voyager serialu telewizyjnym – wystąpiła gościnnie w jednym z odcinków Law & Order: Special Victims Unit. Rok później zagrała rolę Helen Donnelly w serialu telewizyjnym stacji NBC pt. The Black Donnellys. W 2008 roku wcieliła się w postać pułkownik Simms w krótkometrażowym, 30-minutowym dramacie sądowym The Response.
W 2009 roku wystąpiła w serialu medycznym stacji NBC Szpital Miłosierdzia, w którym zagrała rolę Jeannie Flanagan – matki głównej bohaterki. W 2010 roku pojawiła się w komedii Najlepsza i najmądrzejsza jako żona gracza.
W tym samym roku występowała na deskach Hartford Stage jako Kleopatra w sztuce Szekspira Antoniusz i Kleopatra.
W 2011 roku pojawiła się we własnej osobie w wyreżyserowanym przez Williama Shatnera filmie dokumentalnym The Captains. Produkcja obejmowała przeprowadzone przez Shatnera wywiady z każdym aktorem, który wcielił się w kapitana Gwiezdnej Floty w serialach Star Trek. Również w tym roku zagrała w serialu science-fiction Magazyn 13 jako Jane Lattimer, matka jednego z głównych bohaterów.
W latach 2011–2013 wcielała się w rolę Kove w serialu telewizyjnym NTSF:SD:SUV::.
W 2014 roku wystąpiła jako narrator w filmie dokumentalnym The Principle, którego celem była promocja teorii geocentrycznej. Mulgrew stwierdziła,  podobnie jak inni występujący w filmie aktorzy i naukowcy, że została zwiedzona do udziału w produkcji. Zapewniła także, że nie jest orędowniczką geocentryzmu, a także, że gdyby wiedziała o zaangażowaniu Roberta Sungenisa w pracy nad filmem, nie uczestniczyłaby w jego narracji.
W latach 2013–2019 występowała w roli Galiny „Red” Reznikov w serialu Netflixa Orange Is the New Black. Za tę rolę otrzymała w 2014 roku Primetime Emmy Award dla najlepszej aktorki drugoplanowej w serialu komediowym.
W 2021 roku zagrała rolę onkolożki Terri Meyerson w filmie The Magnificent Meyersons.

## Życie prywatne
Kate Mulgrew zaszła w ciążę w 1977 roku w czasie prac nad Ryan’s Hope. Ojcem dziecka był asystent reżysera produkcji, który sugerował aktorce aborcję. Trzy dni po porodzie, za namową matki, zdecydowała się oddać dziecko do adopcji. Producenci opery mydlanej uzasadnili ciążę aktorki fabularnie. Z córką, Danielle Gaudette, spotkała się dopiero w 2001 roku, a w jej poszukiwaniach pomógł Tim Hagan. Obie utrzymują kontakt. 
W 1982 roku aktorka padła ofiarą kradzieży i gwałtu. Napastnik, który zaatakował ją przy pomocy noża, nie został znaleziony. Kate Mulgrew poruszyła temat incydentu i traumy z nim związanej w wywiadzie z 2015 roku.  
W 1982 roku Mulgrew poślubiła dyrektora teatru Roberta Egana. Mają dwóch synów, Alexandra i Iana. Rozstali się w 1993 roku, a do rozwodu doszło w 1995 roku.
W kwietniu 1999 roku poślubiła Tima Hagana, byłego kandydata na gubernatora Ohio i byłego komisarza hrabstwa Cuyahoga w stanie Ohio. W wywiadzie udzielonym 15 kwietnia 2015 roku Mulgrew stwierdziła, że rozwiedli się w 2014 roku.
Kate Mulgrew jest katoliczką, a także przeciwniczką aborcji i kary śmierci. 

## Filmografia
| Filmy |                                              |                                    |                         |                      |                                   |
| Rok   | Tytuł oryginalny                             | Tytuł polski                       | Rola                    | Uwagi                | Źr                                |
| 1981  | Lovespell                                    | –                                  | Izolda                  |                      | [ 6 ] [ 7 ] [ 24 ] [ 25 ]         |
| 1982  | A Stranger Is Watching                       | –                                  | Sharon Martin           |                      | [ 7 ] [ 24 ]                      |
| 1985  | Remo Williams: The Adventure Begins          | Remo: Nieuzbrojony i niebezpieczny | major Rayner Fleming    |                      | [ 7 ] [ 24 ]                      |
| 1987  | Throw Momma from the Train                   | Wyrzuć mamę z pociągu              | Margaret Donner         |                      | [ 7 ] [ 24 ] [ 26 ]               |
| 1992  | Round Numbers                                | Akademia piękności                 | Judith Schweitzer       |                      | [ 7 ] [ 24 ]                      |
| 1994  | Camp Nowhere                                 | Obóz marzeń                        | Rachel Prescott         |                      | [ 6 ] [ 7 ]                       |
| 1995  | Captain Nuke and the Bomber Boys             | Chłopcy bombowcy                   | pani Pescoe             |                      | [ 7 ] [ 25 ]                      |
| 1997  | Trekkies                                     | –                                  | (w roli samej siebie)   | film dokumentalny    | [ 6 ] [ 24 ]                      |
| 2002  | Star Trek X: Nemesis                         | –                                  | admirał Kathryn Janeway | cameo                | [ 7 ] [ 24 ] [ 25 ] [ 26 ] [ 27 ] |
| 2004  | Star Trek: The Experience - Borg Invasion 4D | –                                  | admirał Kathryn Janeway | film krótkometrażowy | [ 7 ]                             |
| 2005  | Perception                                   | –                                  | Mary                    |                      | [ 6 ] [ 7 ] [ 24 ] [ 25 ]         |
| 2008  | The Response                                 | –                                  | pułkownik Simms         | film krótkometrażowy | [ 6 ] [ 7 ]                       |
| 2010  | The Best and the Brightest                   | Najlepsza i najmądrzejsza          | żona gracza             |                      | [ 6 ] [ 7 ] [ 24 ] [ 25 ]         |
| 2011  | The Captains                                 | –                                  | (w roli samej siebie)   | film dokumentalny    | [ 6 ] [ 14 ] [ 24 ] [ 26 ]        |
| 2012  | Flatland 2: Sphereland                       | –                                  | Over-Sphere             |                      | [ 7 ]                             |
| 2013  | Drawing Home                                 | –                                  | Edith Morse Robb        |                      | [ 7 ] [ 24 ]                      |
| 2014  | The Principle                                | –                                  | narrator                | film dokumentalny    | [ 7 ] [ 17 ] [ 24 ]               |
| 2014  | Divine Discontent: Charles Proteus Steinmetz | –                                  | narrator                | film dokumentalny    | [ 7 ] [ 28 ]                      |
| 2021  | The Magnificent Meyersons                    | –                                  | dr Terri Meyerson       |                      | [ 7 ] [ 19 ] [ 24 ] [ 26 ]        |

| Produkcje telewizyjne |                                          |                                    |                                            |                                                 |                            |
| Rok                   | Tytuł oryginalny                         | Tytuł polski                       | Rola                                       | Uwagi                                           | Źr                         |
| 1975                  | The Wide World of Mystery                | –                                  | Susan                                      | odcinek: „Alien Lover”                          | [ 7 ] [ 24 ]               |
| 1975–1978             | Ryan’s Hope                              | –                                  | Mary Ryan Fenelli                          |                                                 | [ 6 ] [ 7 ] [ 29 ]         |
| 1976                  | The American Woman: Portraits of Courage | –                                  | Deborah Sampson                            | film telewizyjny                                | [ 6 ] [ 7 ]                |
| 1978                  | The Word                                 | –                                  | Tony Nicholson                             | film telewizyjny                                | [ 7 ] [ 24 ]               |
| 1978                  | Dallas                                   | –                                  | Garnet McGee                               | odcinek: „Triangle”                             | [ 6 ] [ 7 ] [ 24 ]         |
| 1979                  | Jennifer: A Woman's Story                | –                                  | Joan Russell                               | film telewizyjny                                | [ 6 ] [ 7 ] [ 24 ]         |
| 1979–1980             | Mrs. Columbo                             | –                                  | Kate Callahan Columbo                      | 13 odcinków                                     | [ 7 ] [ 24 ] [ 30 ]        |
| 1980                  | A Time for Miracles                      | –                                  | matka Elizabeth Bayley Seton               | film telewizyjny                                | [ 6 ] [ 7 ] [ 24 ] [ 25 ]  |
| 1981                  | The Manions of America                   | Manionowie z Ameryki               | Rachel Clement                             | 3 odcinki                                       | [ 6 ] [ 7 ] [ 24 ]         |
| 1984                  | Jessie                                   | –                                  | Maureen McLaughlin                         | odcinek: „McLaughlin's Flame”                   | [ 6 ] [ 7 ]                |
| 1986                  | St. Elsewhere                            | –                                  | Helen O'Casey                              | 2 odcinki                                       | [ 6 ] [ 7 ]                |
| 1986                  | Cheers                                   | Zdrówko!                           | Janet Eldridge                             | 3 odcinki                                       | [ 6 ] [ 7 ]                |
| 1986                  | Carly Mills                              | –                                  | Carly Mills                                | film telewizyjny                                | [ 7 ] [ 25 ]               |
| 1986                  | My Town                                  | –                                  | Laura Adams                                | film telewizyjny                                | [ 7 ] [ 24 ] [ 25 ]        |
| 1987                  | Roses Are for the Rich                   | Róże dla bogatych                  | Kendall Murphy                             | film telewizyjny                                | [ 6 ] [ 7 ] [ 24 ]         |
| 1987                  | Hotel                                    | –                                  | Leslie Chase                               | odcinek: „Reservations”                         | [ 6 ] [ 7 ]                |
| 1987–1994             | Murder, She Wrote                        | Napisała: Morderstwo               | Sonny Gree / Joanna Rollins / Maude Gillis | 3 odcinki                                       | [ 6 ] [ 7 ]                |
| 1988                  | Roots: The Gift                          | –                                  | Hattie Carraway                            | film telewizyjny                                | [ 6 ] [ 7 ] [ 24 ]         |
| 1988–1989             | HeartBeat                                | –                                  | Joanne Halloran                            | 18 odcinków                                     | [ 6 ] [ 7 ] [ 24 ]         |
| 1991                  | Daddy                                    | Tatuś                              | Sarah Watson                               | film telewizyjny                                | [ 6 ] [ 7 ] [ 24 ]         |
| 1991                  | Fatal Friendship                         | –                                  | Sue Bradley                                | film telewizyjny                                | [ 6 ] [ 7 ] [ 24 ] [ 25 ]  |
| 1991–1992             | Man of the People                        | –                                  | burmistrz Lisbeth Chardin                  | 10 odcinków                                     | [ 6 ] [ 7 ]                |
| 1992                  | Murphy Brown                             | –                                  | Hillary Wheaton                            | odcinek: „On the Rocks”                         | [ 7 ] [ 24 ]               |
| 1992–1995             | Batman: The Animated Series              | Batman                             | Czerwony Pazur (głos)                      | 3 odcinki                                       | [ 6 ] [ 7 ]                |
| 1992                  | The Pirates of Dark Water                | Piraci Mrocznych Wód               | Cressa (głos)                              | 4 odcinki                                       | [ 7 ]                      |
| 1993                  | For Love and Glory                       | –                                  | Antonia Doyle                              | film telewizyjny                                | [ 7 ] [ 24 ]               |
| 1994                  | Mighty Max                               | –                                  | Izyda (głos)                               | odcinek: „The Mommy's Hand”                     | [ 7 ]                      |
| 1994–1995             | Aladdin                                  | Aladyn                             | królowa Hippsodeth (głos)                  | 2 odcinki                                       | [ 7 ]                      |
| 1995–2001             | Star Trek: Voyager                       | –                                  | kapitan Kathryn Janeway                    | 170 odcinków                                    | [ 7 ] [ 24 ] [ 31 ]        |
| 1996                  | Gargoyles                                | Gargulce                           | Tytania / Anastasia Renard (głos)          | 4 odcinki                                       | [ 6 ] [ 7 ]                |
| 1998                  | Riddler's Moon                           | –                                  | Victoria Riddler                           | film telewizyjny                                | [ 6 ] [ 7 ] [ 24 ]         |
| 2006                  | Law & Order: Special Victims Unit        | Prawo i bezprawie                  | Donna Geysen                               | odcinek: „Web”                                  | [ 6 ] [ 7 ] [ 24 ]         |
| 2007                  | The Black Donnellys                      | –                                  | Helen Donnelly                             | 9 odcinków                                      | [ 6 ] [ 7 ] [ 24 ]         |
| 2009–2010             | Mercy                                    | Szpital Miłosierdzia               | Jeannie Flanagan                           | 10 odcinków                                     | [ 7 ] [ 24 ]               |
| 2011–2013             | Warehouse 13                             | Magazyn 13                         | Jane Lattimer                              | 6 odcinków                                      | [ 7 ] [ 15 ] [ 24 ]        |
| 2011–2013             | NTSF:SD:SUV::                            | –                                  | Kove                                       | 34 odcinki                                      | [ 7 ] [ 24 ] [ 31 ]        |
| 2013–2019             | Orange Is the New Black                  | –                                  | Galina „Red” Reznikov                      | 85 odcinków                                     | [ 7 ] [ 24 ] [ 31 ]        |
| 2015                  | American Dad!                            | Amerykański tata                   | June Rosewood (głos)                       | odcinek: „A Star Is Reborn”                     | [ 7 ] [ 24 ]               |
| 2015                  | I Live with Models                       | Całe życie z modelkami             | Joanna Vermouth                            | odcinek: „Editor”                               | [ 7 ] [ 32 ]               |
| 2015                  | Teenage Mutant Ninja Turtles             | Wojownicze żółwiki ninja           | generał Zera (głos)                        | odcinek: „Half Shell Heroes: Blast to the Past” | [ 7 ] [ 24 ]               |
| 2017–2018             | Stretch Armstrong and the Flex Fighters  | Stretch Armstrong i Flex Fighterzy | dr C. (głos)                               | 5 odcinków                                      | [ 7 ] [ 24 ]               |
| 2019                  | Mr. Mercedes                             | –                                  | Alma Lane                                  | 9 odcinków                                      | [ 7 ] [ 24 ]               |
| 2019–2021             | Infinity Train                           | Pociąg do nieskończoności          | kocica / Samantha (głos)                   | 9 odcinków                                      | [ 7 ] [ 24 ]               |
| 2021–obecnie          | Star Trek: Prodigy                       | Star Trek: Protogwiazda            | kapitan Kathryn Janeway (głos)             | 20 odcinków                                     | [ 7 ] [ 31 ] [ 33 ]        |
| 2022                  | The First Lady                           | Pierwsza dama                      | Susan Sher                                 | 4 odcinki                                       | [ 7 ] [ 34 ]               |
| 2022                  | The Man Who Fell to Earth                | –                                  | Drew Finch                                 | 7 odcinków                                      | [ 7 ] [ 31 ] [ 33 ] [ 35 ] |
| 2022                  | Dogs in Space                            | –                                  | Mavis (głos)                               | odcinek: „Mistaken Id-ED-ity”                   |                            |
| 2022                  | Bubble Guppies                           | Bąbelkowy świat gupików            | Felina Meow (głos)                         | odcinek: „Puppy Girl and Super Pup!”            | [ 7 ]                      |
|                       | Sinking Spring                           | –                                  | Theresa Bowers                             | nadchodzący miniserial                          | [ 7 ] [ 36 ]               |

| Teatr     |                                                 |                          | |       |                            |
| Rok       | Tytuł oryginalny                                | Rola                     | Miejsce | Uwagi | Źr                         |
| 1975      | Our Town                                        | Emily Webb               | American Shakespeare Theater, Stratford, Connecticut |       | [ 6 ] [ 37 ] [ 38 ]        |
| 1976      | Absurd Person Singular                          | Eva Jackson              | różne |       | [ 6 ] [ 37 ]               |
| 1977      | Uncommon Women and Others                       | Kate Quin                | Eugene O'Neill Theater Center, Waterford, Connecticut |       | [ 6 ]                      |
| 1978      | Othello                                         | Desdemona                | Hartman Theater Company, Stamford, Connecticut |       | [ 6 ] [ 37 ]               |
| 1980      | Chapter Two                                     | Jennie Malone            | Coachlight Dinner Theater, Nanuet, Nowy Jork |       | [ 6 ]                      |
| 1981      | Another Part of the Forest                      | Regina Hubbard           | Seattle Repertory Theater, Seattle, Waszyngton |       | [ 6 ] [ 37 ]               |
| 1982      | Major Barbara                                   | Major Barbara Undershaft | Seattle Repertory Theater, Seattle, Waszyngton |       | [ 6 ] [ 37 ]               |
| 1982      | Cat on a Hot Tin Roof                           | Margaret                 | Syracuse Stage, Nowy Jork |       | [ 6 ] [ 37 ]               |
| 1983      | The Ballad of Soapy Smith                       | Kitty Strong             | Seattle Repertory Theater, Seattle, Waszyngton |       | [ 6 ] [ 37 ]               |
| 1983      | The Philadelphia Story                          | Tracy Lord               | Alaska Repertory Theater, Anchorage, Alaska |       | [ 6 ] [ 37 ]               |
| 1984      | The Misanthrope                                 | Celimena                 | Seattle Repertory Theater, Seattle, Waszyngton |       | [ 6 ] [ 37 ]               |
| 1985      | Measure for Measure                             | Isabella                 | Center Theater Group, Los Angeles, Kalifornia |       | [ 6 ] [ 37 ]               |
| 1986      | Hedda Gabler                                    | Hedda Gabler             | Center Theater Group, Los Angeles, Kalifornia |       | [ 6 ] [ 37 ]               |
| 1986      | The Real Thing                                  | Charlotte                | Center Theater Group, Los Angeles, Kalifornia |       | [ 6 ]                      |
| 1987      | The Film Society                                | Nan Sinclair             | The Los Angeles Theater Center, Los Angeles, Kalifornia |       | [ 6 ] [ 37 ]               |
| 1989      | Titus Andronicus                                | Tamora                   | New York Shakespeare Festival, Nowy Jork, Nowy Jork |       | [ 6 ] [ 37 ] [ 39 ]        |
| 1990      | Aristocrats                                     | Alice                    | Center Theater Group, Los Angeles, Kalifornia |       | [ 6 ] [ 37 ]               |
| 1992      | What the Butler Saw                             | Pani Prentice            | La Jolla Playhouse, San Diego, Kalifornia |       | [ 6 ] [ 37 ]               |
| 1993      | Black Comedy                                    | Clea                     | Roundabout Theater Company, Nowy Jork, Nowy Jork |       | [ 6 ] [ 37 ]               |
| 2002      | Tea at Five                                     | Katharine Hepburn        | The Hartford Stage, Hartford, Connecticut / Cleveland Play House, Cleveland, Ohio / American Repertory Theatre, Cambridge, Massachusetts                                                   |       | [ 6 ] [ 37 ] [ 38 ]        |
| 2002      | Dear Liar                                       | Pani Patrick Campbell    | Youngstown State University, Youngstown, Nowy Jork |       | [ 6 ] [ 37 ]               |
| 2003      | Tea at Five                                     | Katharine Hepburn        | The Promenade Theatre, Nowy Jork, Nowy Jork |       | [ 6 ] [ 37 ] [ 38 ] [ 39 ] |
| 2003      | Stay                                            | Kate Hammond             | Zipper Theater, Nowy Jork, Nowy Jork |       | [ 6 ] [ 37 ]               |
| 2003–2004 | Tea at Five                                     | Katharine Hepburn        | Cuillo Centre For The Arts, West Palm Beach, Floryda |       | [ 6 ]                      |
| 2004      | The Royal Family                                | Julie Cavendish          | Ahmanson Theatre, Los Angeles, Kalifornia |       | [ 6 ] [ 37 ] [ 40 ]        |
| 2004      | Tea at Five                                     | Katharine Hepburn        | Orpheum Theatre, Memphis, Tennessee / The Bushnell, Hartford, Connecticut / The Shubert Theatre, Nowy Jork, Nowy Jork                                                                      |       | [ 6 ] [ 37 ]               |
| 2004      | Mary Stuart                                     | Maria Stuart             | Classic Stage Company, Nowy Jork, Nowy Jork |       | [ 6 ] [ 37 ]               |
| 2005      | Tea at Five                                     | Katharine Hepburn        | Hippodrome Theatre, Nowy Jork, Nowy Jork / Seattle Repertory Theater, Seattle, Waszyngton / Marines Memorial Theatre, San Francisco, Kalifornia / Pasadena Playhouse, Pasadena, Kalifornia |       | [ 6 ] [ 37 ]               |
| 2006      | The Exonerated                                  | Sunny Jacobs             | Riverside Studios, Londyn, Anglia |       | [ 6 ]                      |
| 2007      | Our Leading Lady                                | Laura Keene              | Manhattan Theater Club, Nowy Jork, Nowy Jork |       | [ 6 ] [ 39 ]               |
| 2007      | Iphigenia                                       | Klitajmestra             | Signature Theater Company, Nowy Jork, Nowy Jork |       | [ 6 ] [ 39 ]               |
| 2008      | Farfetched Fables and The Fascinating Foundling | Anastasia                | The Players Club, Nowy Jork, Nowy Jork |       | [ 6 ]                      |
| 2008      | The American Dream and The Sandbox              | Mamusia                  | Cherry Lane Theater, Nowy Jork, Nowy Jork |       | [ 6 ] [ 39 ]               |
| 2008–2009 | Equus                                           | Hesther Saloman          | Broadhurst Theater, Nowy Jork, Nowy Jork |       | [ 6 ] [ 37 ] [ 39 ]        |
| 2010      | Antony and Cleopatra                            | Kleopatra                | The Hartford Stage, Hartford, Connecticut |       | [ 6 ] [ 41 ] [ 42 ]        |
| 2010      | Hamlet                                          | Gertruda                 | Irish Arts Center, Nowy Jork, Nowy Jork |       | [ 6 ]                      |
| 2013      | Somewhere Fun                                   | Rosemary Rappaport       | Vineyard Theatre, Nowy Jork, Nowy Jork |       | [ 6 ] [ 39 ] [ 43 ]        |
| 2019      | The Half-Life of Marie Curie                    | Hertha Ayrton            | Minetta Lane Theater, Nowy Jork, Nowy Jork |       | [ 39 ] [ 44 ] [ 45 ]       |

| Gry wideo |                                  |                                   |                                     |       |                     |
| Rok       | Tytuł oryginalny                 | Tytuł polski                      | Rola                                | Uwagi | Źr                  |
| 1997      | Star Trek: Captain's Chair       | –                                 | kapitan Kathryn Janeway             |       |                     |
| 2000      | Star Trek: Voyager – Elite Force | –                                 | kapitan Kathryn Janeway             |       | [ 7 ] [ 46 ]        |
| 2002      | Run Like Hell                    | –                                 | dr Mek                              |       | [ 7 ] [ 46 ]        |
| 2003      | Lords of EverQuest               | –                                 | Lady Kreya                          |       | [ 7 ] [ 46 ]        |
| 2006      | Star Trek: Legacy                | –                                 | admirał Kathryn Janeway             |       | [ 7 ] [ 46 ]        |
| 2009      | Dragon Age: Origins              | Dragon Age: Początek              | Flemeth                             |       | [ 7 ] [ 46 ] [ 47 ] |
| 2011      | Dragon Age II                    | –                                 | Flemeth                             |       | [ 7 ] [ 46 ] [ 47 ] |
| 2014      | Dragon Age: Inquisition          | Dragon Age: Inkwizycja            | Flemeth                             |       | [ 7 ] [ 46 ] [ 47 ] |
| 2017      | Augmented Empire                 | –                                 | Jules Avalon                        |       | [ 7 ] [ 46 ]        |
| 2022      | Star Trek Online                 | –                                 | admirał Janeway / marszałek Janeway |       | [ 7 ] [ 48 ]        |
| 2022      | Star Trek Prodigy: Supernova     | Star Trek Protogwiazda: Supernowa | hologram Janeway                    |       | [ 7 ] [ 46 ]        |